# Meat Is Murder (Сімпсони)
«Meat Is Murder» (укр. «М'ясо — це вбивство») — двадцять перша серія тридцять третього сезону мультсеріалу «Сімпсони», прем'єра якої відбулась 15 травня 2022 року у США на телеканалі «Fox».

## Сюжет
50 років тому молодий комік Клоун Красті безуспішно виступив перед публікою. Щоб втішитися, він зупиняється в бургерній «Worth-A-Try Burger». Кухар Гас подає дуже швидко приготований гамбургер. Він соромиться похвал Красті, оскільки у нього з партнером не багато клієнтів. Красті розповідає їм, що потрібно якісно рекламувати бургерну — це могло б збільшити їхній бізнес…
У сьогоденні, де «Красті Бургер» відзначає 50-річчя, на Красті-Фесті. Там Мардж дає Лісі веганський бургер, але дідусь Сімпсон відмовляється їсти будь-який гамбургер, зроблений у «Красті Бургер». У цей час Гомер купує багато гамбургерів, щоб наповнити ними наволочки, але їх з'їдають яструби. Дивлячись на це Ейб розповідає Лісі про «прокляття Сімпсонів»…
Поки Красті насолоджується ікрою, до нього приходить Огастус Редфілд, мільярдер, голова корпорації «RedStar». Той оголошує клоуну, що збирається зруйнувати свою кар'єру: він ― той самий кухар Гас, а Красті вкрав його ресторан та ідею 50 років тому. Зараз Огастус купив свою материнську компанію «Красті Бургера», звільняє Красті і позбавляє його будь-яких авторських прав на образ і продукти. Август публічно оголошує про завершену помсту і шкодує, що з ним немає його партнера-кухаря. Однак, виявляється, що ним був Ейб Сімпсон…
У минулому Красті самотужки рекламує «Worth-A-Try». За свою роботу він просить половину доходу, але кухарі відмовляються і викидають клоуна (буквально). Красті відкриває перший «Красті Бургер» прямо навпроти «Worth-A-Try», викравши «технологію» потрійної лопатки.
У наш час Август запрошує Ейба на свій бік, щоб повністю помститись. Дідусь спершу вагається, бо боїться «прокляття Сімпсонів», але Ліса переконує його спробувати. Дід погоджується за однієї умови: Ліса приєднається до нього. Показавши своє багатство і дітей, Август показує Ейбу, як він повернув їхню стару бургерну.
Тим часом дочка Гаса Шейла показує Лісі, як вона намагається змінити бренд «RedStar» на «GreenStar», щоб більше піклуватися про Землю. У Шейли з братами є навіть план, як це зробити: у понеділок, дідусь Сімпсон має відмовити Августа. Щоб переконати Лісу допомогти, Шейла показує фільм про «темні справи» компанії батька, яка виробляє парникові гази.
На зустрічі акціонерів компанії діти Августа подають клопотання проти свого батька. Інші троє акціонерів (Ангела Меркель, Кевін О'Лірі та Чарлі Д'амеліо) підтримують Августа. Вирішальний голос отримує Ейб, який відмовляє зраджувати давнього друга. Август, якому насправді начхати на відновлення бургерного бізнесу, вилучає своїх дітей з компанії, задля чого він і використав Ейба. Однак, Ейб показує свою «олігофренію», через що юридично його голос не може враховуватись, таким чином Ейб руйнує всі плани Гаса. Ліса і дідусь, задоволені тим, що їм вдалося зупинити багатіїв, повертаються додому.
У сцені під час титрів У кібуці в Ізраїлі Красті працює на полі, коли до нього із ґвинтокрила звертається адвокатеса. Вона повідомляє йому гарну новину про те, що він може повернутися до свого шоу та образу клоуна, на що він витончено погоджується.

## Виробництво
Серія містить багато пародійних елементів на серіал «Спадкоємці». Актор Ніколас Браун, що озвучив кузена Ґреґа, виконує роль Логана у «Спадщкоємцях». Під час монтажу збору акціонерів компанії звучить мікс початкових тем «Спадкоємців» і «Сімпсонів».
Топпером Красті у жарті про Супербоул мав стати «Люсільбоул!» (куля для боулінгу з червоною перукою), але його змінили на жарт про Супермена через брак часу.

## Цікаві факти та культурні відсилання
- Сюжет серії схожий до фільму «Засновник» 2016 року. У фільмі так само розповідалася історія мережі фаст-фуду «McDonald's»[5].
- Бургерна «Worth-A-Try» — відсилання до мереж фаст-фуд ресторанів «Whataburger» та «In-N-Out Burger»[6].
- Замість Красті-Фесту Мардж планувала з'їздити на «Фестиваль часу тюльпанів» у Голланді (штат Мічиган)[7].
- Багатовікове походження «Красті Бургера» — відсилання до шоу «Угамуй свій запал»[3].
- Пісня Августа про багатство ― пародія на пісню «Pure Imagination» з фільму 1971 року «Віллі Вонка і шоколадна фабрика»[3][1].

## Ставлення критиків і глядачів
Під час прем'єри серію переглянули 1 млн осіб, з рейтингом 0.3.
Тоні Сокол з «Den of Geek» сказав:
|  | Серія ― це добре збалансована пропозиція, яка подається швидко. Це зворушливо та дидактично, але розумно і скромно. Розповідь має глибину, подвійність і солідний третій акт. Існує відкрита корпоративна лазівка «Виходу немає», тому що голосування назавжди залишиться у глухому куті. Однак це робить його [епізод] більш садистично підривним, ніж успішна спадкоємність. |

Маркус Ґібсон із сайту «Bubbleblabber» оцінив серію на 6,5/10, сказавши:
|  | Серія пропонує частину ранніх років дідуся та Красті як працівників ресторану, яка інтригує. На жаль, це єдине, що не дає цьому бізнесу повністю розвалитися. Окрім сцен зі спогадами та запрошених зірок, цей епізод, як і інші шоу, входить у звичайні корпоративні атрибути, але не має інвестиційного бренду, який можна продати своїм клієнтам. Це не найгірша річ цього сезону, але також мені нема чого і згадати порівнюючи її з іншими серіями… |

Згідно з голосуванням на сайті The NoHomers Club більшість фанатів оцінили серію на 3/5 із середньою оцінкою 2,74/5.